# Viehgitter

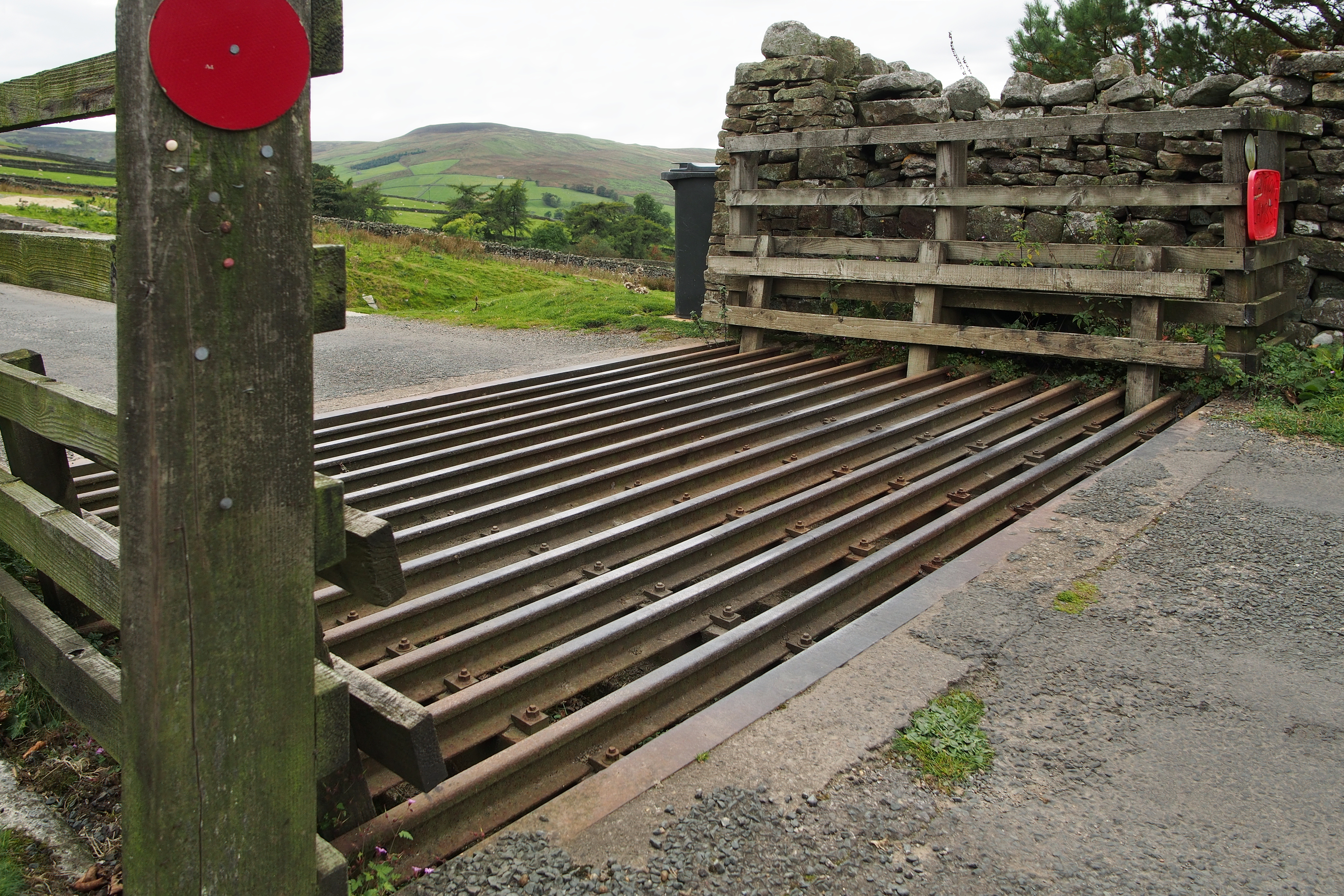
Viehgitter aus Eisenbahnschienen in Nordengland

Ein Viehgitter (auch Weiderost, Viehrost, Wildgitter, in der Schweiz Bovi-Stop, englisch Cattle grid) ist eine bodengleich angeordnete Viehsperre, die von Fahrzeugen ohne Halt passiert werden kann, für Weidetiere wie Rinder oder Schafe, aber auch Großwild, jedoch ein schwer zu überwindendes Hindernis darstellt, da die Tiere darauf keinen festen Tritt finden. Im Gegensatz zu Viehgattern, die bei jeder Durchquerung zu öffnen und zu schließen sind, können Viehgitter einfach überfahren werden und stellen damit für Fahrzeuge kein wesentliches Hindernis dar.
Viehgitter werden vor allem dort eingerichtet, wo häufiger befahrene Wirtschaftswege oder Straßen die Einfriedung eines Weideareals kreuzen, um die Weidetiere daran zu hindern, die Weidefläche über die Straße zu verlassen. Auch in Wildparks oder Zoos werden Viehgitter eingesetzt.

## Bauart
Das Gitter ist aus quer zur Fahrtrichtung angeordneten Metallstäben oder -rohren (auch Eisenbahnschienen) aufgebaut, zwischen denen so große Spalte bleiben, dass Huf- oder Klauentiere nicht sicher darauf stehen, aber Fahrzeuge ohne Weiteres darüber hinwegfahren können.
Viehgitter müssen – je nach Art des zurückzuhaltenden Viehs – so lang dimensioniert sein, dass sie auch nicht übersprungen werden können; häufig findet man Längen um zwei bis drei Meter. Seitliche Absperrungen auf Tierkörperhöhe verhindern ein randliches Passieren oder Umgehen.
Die Grube unter dem Gitter ist meist nur einige Dezimeter tief, damit eventuell durch das Gitter tretende Tiere fest aufsetzen und unverletzt zurückgelangen können. Es können auch Beton- oder Stahlwannen in die Grube eingelassen sein. Der Aushubbereich muss regelmäßig von eingespültem Boden und Bewuchs befreit werden, da das Viehgitter sonst seine Funktion verliert.
In der Regel befindet sich neben dem Viehgitter noch ein Gatter für Tiere, die die Sperre passieren sollen – zum Beispiel getriebene Viehherden, Reiter oder Pferdefuhrwerke.

## Ausführungen und Anwendung

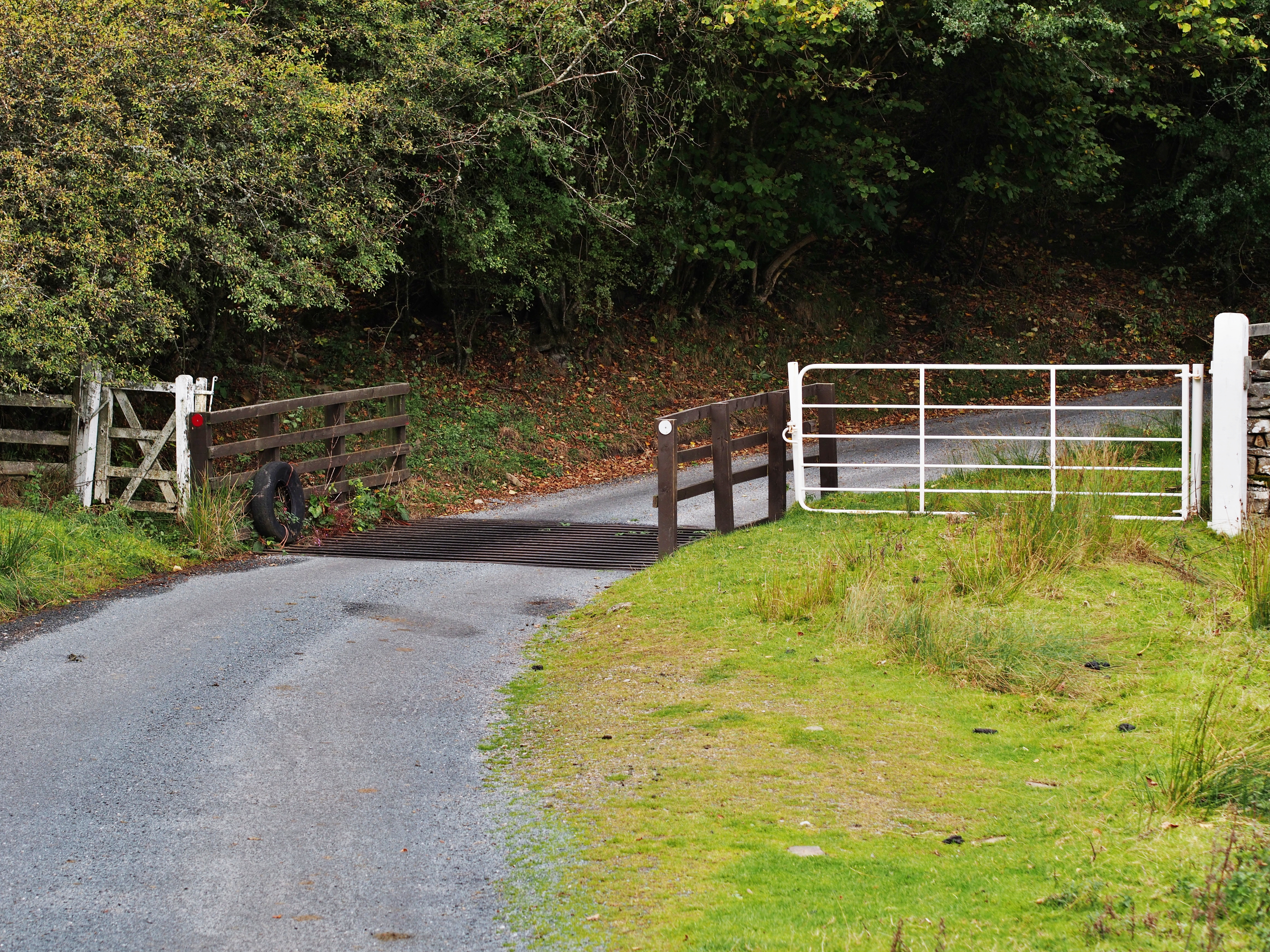
Das weiße Gatter ermöglicht es Pferdewagen, Reitern und getriebenem Vieh, die Sperre zu umgehen. Links ein Fußgängertor.
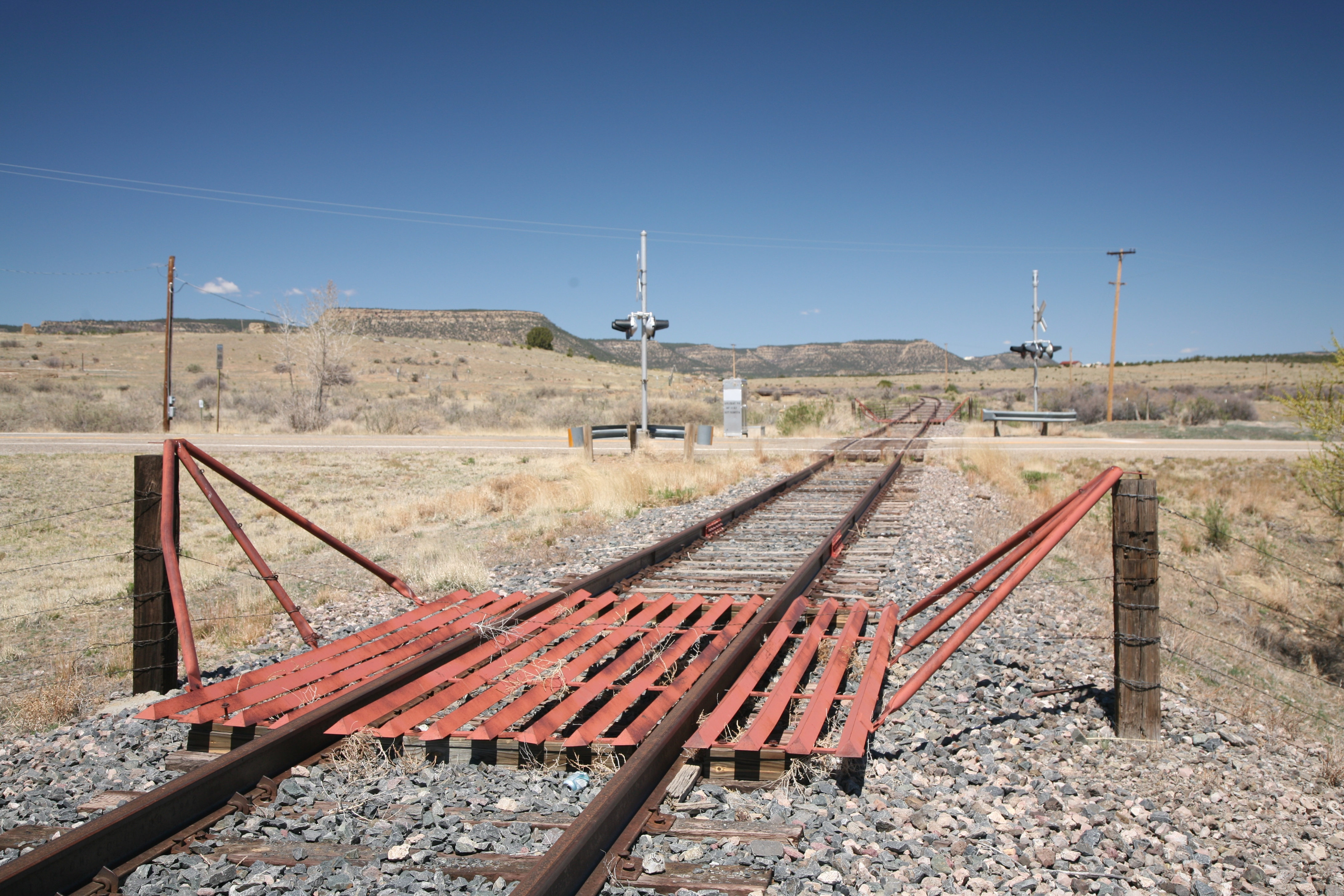
Viehgitter in New Mexico – Die Bahnstrecke quert hier einen Zaun.
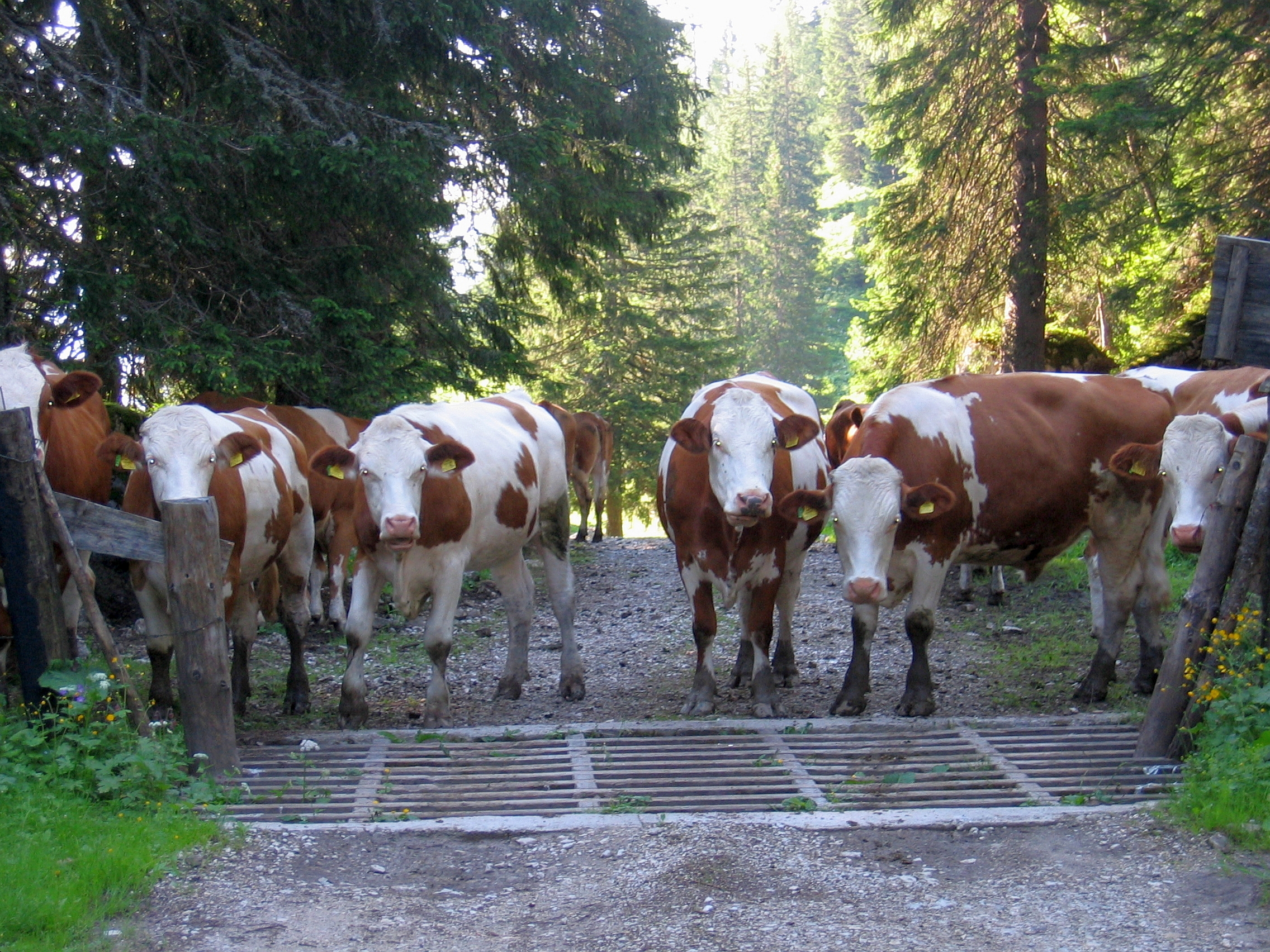
Alpenfleckvieh steht vor einem Weiderost.
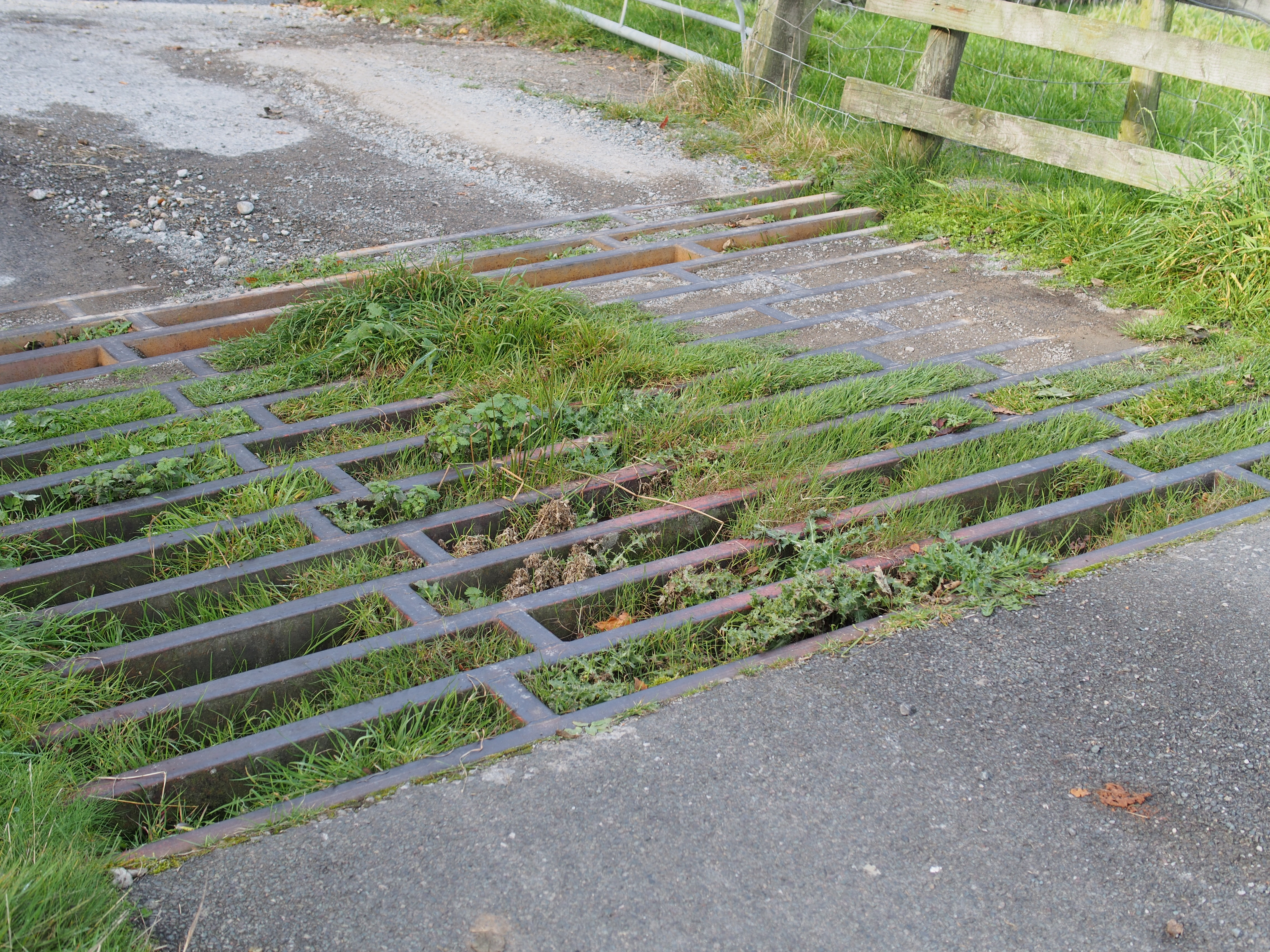
Zugewachsene Viehgitter hat seine Wirkung verloren.

## Querstreifen
Aus den USA wird berichtet, dass auch auf die Straße gemalte weiße Querstreifen, die ein wirkliches Gitter nur vortäuschen, von Rindern als Sperre wahrgenommen werden. Vorteilhaft ist die einfache Einrichtung und Unterhaltung solch eines „fake grid“. Nachteil ist, dass die Tiere zufällig, etwa in einer Fluchtsituation, die Täuschung durchschauen können und die Einrichtung damit ihre Wirkung auf sie verliert.

## Nachteile
Kleintiere wie Amphibien oder Igel, die in die Grube unter dem Gitter fallen, können diese nicht ohne Hilfe wieder verlassen. Ist die Grube, etwa nach Starkregen, mit Wasser gefüllt, droht ihnen zusätzlich der Tod durch Ertrinken. Als Ausstiegshilfe können kleine Stufen, schräge Kanten oder schräg in einer Ecke platzierte Bretter vorgesehen werden.
Aus England wird von Schafen berichtet, die ein Viehgitter überwinden, indem sie vorsichtig in die Spalten treten oder sich einfach über die Sperre hinüberwälzen. Auch Sprünge über zu kurze Gitterstrecken wurden beobachtet.
Viehgitter sind für die Passage von mehrspurigen Fahrzeugen konstruiert. Insbesondere Fußgänger und Radfahrer müssen besonders darauf achten nicht auszurutschen oder in die Ritzen zu gelangen.